# Bürgerbegehren Raus aus der Steinkohle
Ziel des Bürgerbegehrens Raus aus der Steinkohle ist der vorzeitige Ausstieg aus der Kohleverbrennung im Block II des Heizkraftwerkes München Nord im Jahre 2022. Initiiert wurde das Bürgerbegehren 2015 von den Stadträten der ÖDP München, die diese Forderung bereits bei Koalitionsverhandlungen zur Kommunalwahl 2014 aufgebracht hatten. Rechtlicher Vertreter des Bürgerbegehrens war Michael Schabl, späterer Münchner Landtagskandidat 2018 für die ÖDP.
Von der Ankündigung zur Klimakonferenz von Paris 2015 bis zur Einreichung der Unterschriften im Juni 2017 wurden über 52.000 Unterschriften gesammelt. Das notwendige Quorum von 3 % der Münchner Wahlberechtigten für einen Bürgerentscheid wurde damit überschritten. Da der Stadtrat das Bürgerbegehren ablehnte, wurde die Durchführung eines Bürgerentscheids angesetzt. Die Münchner haben sich am 5. November 2017 in einem Bürgerentscheid für die vorzeitige Abschaltung des Blockes II im Heizkraftwerk München Nord im Jahre 2022 entschieden. Der Bürgerentscheid war erfolgreich, da das Quorum von mindestens 10 % befürwortenden Stimmen erreicht wurde. 60,4 % der wahlberechtigten EU-Bürger in München stimmten für das Bürgerbegehren.

## Bündnis Raus-aus-der-Steinkohle
Initiatoren des Bürgerbegehrens waren die Stadträte der ÖDP München Tobias Ruff und Sonja Haider, sowie der Münchner ÖDP-Vorsitzende und spätere Initiator des Volksbegehrens Artenvielfalt & Naturschönheit in Bayern „Rettet die Bienen“, Thomas Prudlo, und sein damaliger Stellvertreter Klaus von Birgelen. Kampagnenchef und rechtlicher Vertreter ist Michael Schabl, der spätere Bezirksrat Markus Raschke sein Stellvertreter. Michael Schabl, späterer Münchner Landtagskandidat 2018 für die ÖDP ist zudem Sprecher und rechtlicher Vertreter des Bürgerbegehrens.
Das Bündnis wurde 2015 begründet durch die ÖDP München. Inzwischen haben sich über 75 weitere Partner dem Bündnis und seinen Forderungen angeschlossen.
Wichtige Träger sind neben der ÖDP München die LINKE München, das Umweltinstitut München, die gemeinnützige Nichtregierungsorganisation Protect the Planet, GreenCity e.V., Fossil Free, Extinction Rebellion und Attac München. Nach zweijähriger Ablehnung des Bürgerbegehrens wegen des Ausstiegszeitpunkts schlossen sich auch die Münchner Grünen im Juli 2017 dem Bündnis an.
Im Juli 2019 schloss sich auch das Klimaschutz-Bündnis München-muss-Handeln den Forderungen an. Das Bündnis und seine 500 Unterstützer stehen hinter den 32 Forderungen von Fridays for Future für München im Hinblick auf die Stadtratswahl 2020.

## Begründung des Bürgerbegehrens
Im Heizkraftwerk München Nord (HKW Nord) der Stadtwerke München werden jährlich ca. 800.000 t Steinkohle verbrannt. Diese Kohle stammt zu 40 % aus Tschechien und zu 60 % aus einer Mischung aus nordamerikanischer und russischer Kohle. Die Verbrennung im gesamten HKW Nord mit den Blöcken 1 und 3 führt, nach den Angaben des Umweltbundesamtes, für das Berichtsjahr 2015 zu einer Freisetzung in die Luft von 2,57 Mio. t CO2, sowie Stickoxiden, Schwefeloxiden, Distickoxiden und Quecksilber in auch erheblichem Umfang. Der Münchner Verkehr verursacht im Jahr 2014 im Vergleich dazu nur einen CO2-Ausstoß von 1,219 Mio. t CO2 oder 15 % des gesamten CO2-Ausstoßes der Landeshauptstadt München.

## Bürgerentscheid am 5. November 2017
Am 5. November 2017 fand der Bürgerentscheid statt. Die Frage auf dem Stimmzettel lautete „Sind Sie dafür, dass der Block 2 (Steinkohlekraftwerk) des Heizkraftwerks Nord bis spätestens 31. Dezember 2022 stillgelegt wird? – JA oder NEIN.“
Die Wahlbeteiligung betrug 17,8 %. Das Quorum von 10 % „ja“-Stimmen wurde erreicht. Hierfür waren mindestens 110.862 Ja-Stimmen nötig. 118.731 wurden erreicht. Nein-Stimmen: 78.000
Gültig waren 99,8 % der Stimmen (196.731), ungültig 0,2 % (389).

## Beschlüsse und Gutachten
Mit dem Grundsatzbeschluss vom 17. August 2008 hat sich die Landeshauptstadt München verpflichtet, die Pro-Kopf-CO2-Emissionen alle 5 Jahre um 10 % zu reduzieren und die Halbierung der CO2-Emissionen pro Einwohner auf der Basis 1990 bis spätestens 2030 zu erreichen.
Ein Gutachten des Öko-Institutes aus dem Jahre 2016 bestätigt, dass eine vorzeitige Stilllegung des Blocks 2 in Heizkraftwerk München Nord bereits im Jahre 2020 grundsätzlich möglich ist. Durch eine vorzeitige Stilllegung im Jahr 2020 könnten die CO2-Emissionen über den Zeitraum bis zum Jahr 2035 zu einer gesamten Emissionsminderung von 8,2 bis 10,6 Millionen t CO2 in München führen, wobei das Gutachten der Öko-Institutes aber auch von einer Verlagerung der Emissionen in andere Kraftwerke ausgeht und daher zum Ergebnis kommt:
„Daher sollte die Veränderung der Emissionen in München nicht ausschlaggebend für die ökologische Bewertung einer Entscheidung zur Stilllegung von HKW Nord 2 sein“.
Die Klimaschutzziele und -strategien der Landeshauptstadt München werden derzeit maßgeblich von der Annahme bestimmt, dass der Block 2 München Nord erst im Zeitraum zwischen 2025 und 2030 abgeschaltet wird., Für diesen Fall verfehlt München das Ziel der 50 % CO2-Reduktion für 2030 schon bei der Pro-Kopf-Berechnung um fehlende 6 Prozentpunkte bei Ansatz absoluter CO2-Mengen um 21 Prozentpunkte. Das Öko-Institut Freiburg empfiehlt der Stadt München die Stilllegung des mit Steinkohle beheizten Blockes 2 des Heizkraftwerkes München Nord möglichst vorzuverlegen. Je früher die Stilllegung erfolgt, umso größer ist die Summe der eingesparten Emissionen. Dies beruht auf der Einsparung der hohen spezifischen Emissionen der Steinkohle im Vergleich zu Erdgas.

## Argumentationen
Die Landeshauptstadt München hat für den Klimaschutzplan (KSP) 2013 bei einer Laufzeit von 2 Jahren etwa 31,5 Mio. € jährlich, für den KSP 2015 bei einer Laufzeit von 3 Jahren etwa 32,5 Mio. € jährlich in insgesamt 150 Maßnahmen investiert. Mit diesem Investitionsvolumen von etwa 160,5 Mio. € kumuliert über die Jahre soll nur eine CO2-Einsparung von prognostizierten 1 % (KSP 2013) und 1,5 % (KSP 2015) pro Kopf erreicht werden. Weitere Einsparungen von 15 % sind zur Erreichung der Klimaschutzziele der Stadt bis 2030 erforderlich. Das Bürgerbegehren „Raus aus der Steinkohle“ prognostiziert allein die Einsparung durch die Stilllegung des HKW München Nord Block 2 mit 7,5 % der CO2-Emissionen auf der Basis 1990.

## Bürgerentscheid und Konsequenzen
Für den Weiterbetrieb des Kraftwerks hat der erfolgreiche Bürgerentscheid keinerlei Konsequenzen. Das Kraftwerk wird auf unbestimmte Zeit weiterlaufen. Die Stadtwerke verschoben 2022 den Umbau auf Gas und bestellten dagegen zusätzliche Steinkohlereserven.
Am 5. November 2017 haben 60,4 % der Wähler dafür gestimmt, den Block 2 des Heizkraftwerkes München Nord bis spätestens 2022 stillzulegen. Die Wahlbeteiligung lag bei 17,8 %. Insgesamt wurden 196.731 gültige Stimmen abgegeben. Das Quorum, die Mindestanzahl der für die Mehrheit abgegebenen Stimmen, bei Abstimmung beträgt 10 % oder 110.862 Stimmen. Es wurde durch die abgegebenen 118.731 Stimmen die Anforderungen für den Ausstieg aus der Steinkohle erfüllt.
Im Juli 2019 wurde allerdings berichtet, dass die Bundesnetzagentur voraussichtlich ein Veto gegen die Kraftwerksstilllegung einlegen wird, um die Fernwärmeversorgung sicherzustellen. Es sei daher anzunehmen, dass das Kraftwerk mit gedrosselter Leistung bis etwa 2026 bis 2028 weiterlaufen wird.
Am 24. Juli 2019 beschloss der Münchener Stadtrat, vor einer möglichen Aufhebung des Bürgerentscheids noch einmal bis Oktober von unabhängigen Gutachtern prüfen zu lassen, wie die Stadtwerke München als Betreiber dem ursprünglichen Ziel des Bürgerentscheids so nahe wie möglich kommen könnten. Das Gutachten kam zu dem Schluss, dass eine Abschaltung im Jahr 2022 die Fernwärmeversorgung gefährden könnte, und plädierte für einen Betrieb mit gedrosselter Leistung über 2022 hinaus.
Ende Oktober legte die Bundesnetzagentur das erwartete Veto gegen die Abschaltung ein, Block 2 des Kraftwerks müsse mindestens bis Ende 2024 betrieben werden. Im November 2020 gaben die Stadtwerke München bekannt, als Ersatz für das Kraftwerk an selber Stelle ein Gaskraftwerk errichten zu wollen – dies gegen den Willen des Unterföhringer Gemeinderats –, das aber womöglich nicht vor 2028 fertiggestellt werden kann.